# Ars Technica
Ars Technica (ˌɑrz_ˈtɛknɨkə; Lateinisch-abgeleitet „Kunst der Technologie“, oft nur Ars) ist ein Blog über Technologie- und Webthemen, welcher von Ken Fisher und Jon Stokes 1998 gestartet wurde. Kernthemen sind Nachrichten, Bewertungen und Anleitungen zu Hard- und Software, Forschung, digitaler Politik und Computerspielen.
Ars Technica wurde im Mai 2008 von der Online-Sparte von Condé Nast Publications, Condé Nast Digital, zusammen mit zwei anderen Seiten für 25 Millionen US-Dollar gekauft. Seitdem ist es Teil von Wired Digital, zu welcher auch Wired und vormals Reddit gehört. Ein Großteil der Autoren, zu denen auch Mitarbeiter bei Forschungseinrichtungen gehören, arbeiten von zu Hause aus. Ars Technica hat eigene Büros in Boston, New York, Chicago und San Francisco.
Die Seite finanziert sich vor allem mit Online-Werbung und seit 2001 durch den kostenpflichtigen Aboservice (genannt Ars Premier). Testweise wurden 2009 Nutzer mit aktiviertem Werbeblocker für einen Tag von der Seite ausgeschlossen. Dies zog teilweise starke Kritik auf sich, führte aber auch zu einer größeren Anzahl von Neu-Abonnements.
Laut Alexa hat die Seite einen globalen Rang von 1179 und ist im Heimatmarkt USA die 416. beliebteste Webseite (Stand Februar 2015).

## Geschichte
Ken Fisher und Jon Stokes gründeten die Ars Technica Website und Firma im Jahr 1998. Die Seite wurde mit dem Ziel gegründet vor allem Neuigkeiten und Anleitungen im Bereich Computer-Hardware und -Software zu veröffentlichen. Nach eigener Aussage will man „die beste Berichterstattung für verschiedene Betriebssysteme, PC-Hardware und allgemeine Technologiethemen liefern und dabei […] Spaß haben, produktiv, informativ und genau arbeiten“. („the best multi-OS, PC hardware, and tech coverage possible while […] having fun, being productive, and being as informative and as accurate as possible“)
Der Name „Ars Technica“ soll Lateinisch-abgeleitet für „Kunst der Technologie“ stehen („technological art“). Schon damals lebten und arbeiteten die Autoren über die Vereinigten Staaten verteilt: Fisher im Haus seiner Eltern in Boston, Stokes in Chicago und die anderen Redakteure in ihren jeweiligen Heimatstädten.
Am 19. Mai 2008 wurde Ars Technica an Condé Nast Digital (damals CondéNet) verkauft, der Online-Abteilung von Condé Nast Publications. Die Übernahme war Teil eines gleichzeitigen Kaufs durch Condé Nast von drei verschiedenen, voneinander unabhängigen Websites für 25 Millionen US-Dollar: Ars Technica, Webmonkey und Hot Wired.  In einem Interview mit der New York Times sagte der Mitgründer Fisher, dass auch andere Firmen für die Seite geboten hätten, die Autoren sich aber für Condé Nast entschieden hätten, da die Firma ihnen die besten Chancen geboten hätte ihr „Hobby“ zu professionalisieren. Die beiden Gründer und die damaligen acht Redakteure wurden von Condé Nast angestellt und Fisher zum Chefredakteur ernannt. Die Kündigungswelle bei Condé Nast im November 2008 traf alle Webseiten der Firma, inklusive Ars Technica.
Am 5. Mai 2015 wurde die Seite Ars Technica UK gestartet und gleichzeitig die Berichterstattung im Vereinigten Königreich und Europa ausgebaut.

## Inhalte
Die veröffentlichten Inhalte sind seit 1998 nahezu gleich geblieben und werden in die vier Kategorien Nachrichten, Anleitungen, Rezensionen und Features eingeteilt. Teil von Ars Technica ist auch OpenForum, einem offenen Internetforum zur Diskussion verschiedener Themen.
Ursprünglich bestanden die meisten Nachrichtenartikel aus Verweisen zu Artikeln von anderen technikaffinen Seiten und einem kurzen Kommentar (wenige Absätze) der Ars-Technica-Autoren zum Thema. Nach dem Kauf durch Condé Nast wurden vermehrt eigene Nachrichten veröffentlicht, teilweise selbst recherchiert oder auf Basis eigener Interviews.
Features sind lange Artikel, die ein Thema in eingehender Tiefe behandeln. Beispielsweise wurde 1998 ein Artikel zur Architektur von CPU mit dem Titel „Understanding CPU caching and performance“ veröffentlicht. Im Jahr 2009 wurden die wissenschaftlichen Theorien, die Physik, der mathematische Beweis und die Anwendungen von Quantencomputern diskutiert.
Viele Autoren der Seite sind Postgraduierte (z. B. PhD) und arbeiten für akademische oder private Forschungseinrichtungen. Trotzdem ist der Schreibstil der Seite weniger förmlich als bei den meisten Fachzeitschriften.

## Einnahmen
Die Kosten um Ars Technica zu betreiben werden hauptsächlich von Online-Werbung getragen. Nachdem die Werbeflächen ursprünglich von Federated Media Publishing vermarktet wurden, ist dafür nun die Muttergesellschaft Condé Nast zuständig. Als weitere Einnahmequelle dient seit 2001 das kostenpflichtig angebotene Abo Ars Premier. Neben Werbefreiheit auf der Seite erhalten Abonnenten exklusiven Zugang zu bestimmten Artikeln, Bereichen im Forum und Chaträumen mit bedeutenden Mitgliedern der Computerindustrie. Weitere Einnahmen werden durch gesponserte Themenbereiche erzielt. Beispiele sind Bereiche zur Zukunft der Zusammenarbeit gesponsert von IBM und zu Rechenzentren gesponsert von NetApp. Früher wurde zudem Affiliate-Marketing betrieben und Merchandise mit der Ars Technica-Marke verkauft.
Aktion gegen Werbeblocker
Am 5. März 2010 hat Ars Technica testweise Nutzer von Adblock Plus – eine von mehreren Möglichkeiten um Werbung im Webbrowser zu blockieren – vom Betrachten der Artikel ausgesperrt. Chefredakteur und Mitgründer Fisher schätzte, dass zu dem Zeitpunkt 40 % der Leser von Ars Technica die Software installiert hatten. Am nächsten Tag wurde die Sperre aufgehoben und der Artikel „Why Ad Blocking is devastating to the sites you love“ veröffentlicht. Die Leser sollten davon überzeugt werden, Werbeblocker nicht auf Webseiten einzusetzen, die sie wert schätzen:

“… blocking ads can be devastating to the sites you love. I am not making an argument that blocking ads is a form of stealing, or is immoral, or unethical … It can result in people losing their jobs, it can result in less content on any given site, and it definitely can affect the quality of content. It can also put sites into a real advertising death spin.”

„… das Blockieren von Werbung kann sich verheerend auf von dir geliebte Seiten auswirken. Ich möchte damit nicht sagen, dass das Blockieren von Werbung eine Form des Diebstahls ist, oder unmoralisch, oder unethisch … Es kann dazu führen, dass Menschen ihre Jobs verlieren, es kann zu weniger Inhalten auf jeder beliebigen Seite führen und es kann ganz sicher die Qualität der Inhalte beeinflussen. Es kann Webseiten in einen Werbe-Todesstrudel ziehen.“

Die Aktion und der folgende Artikel wurden kontrovers diskutiert. Andere Webseiten nahmen das Thema mit eigenen Artikeln auf und diskutierten auch über Internet-Werbung (und das Blockieren durch die Nutzer) im Allgemeinen. Die Leser von Ars Technica folgten großteils der Aufforderung von Fisher: Am Tag nach der Veröffentlichung des Artikels hatten 25.000 Leser die Anzeige von Werbung auf Ars Technica wieder erlaubt und 200 Leser hatten sich bei Ars Premier registriert, dem kostenpflichtigen und werbefreien Premiumangebot der Seite.